# یواس‌اس تامیچ (دی‌یی-۲۴۲)

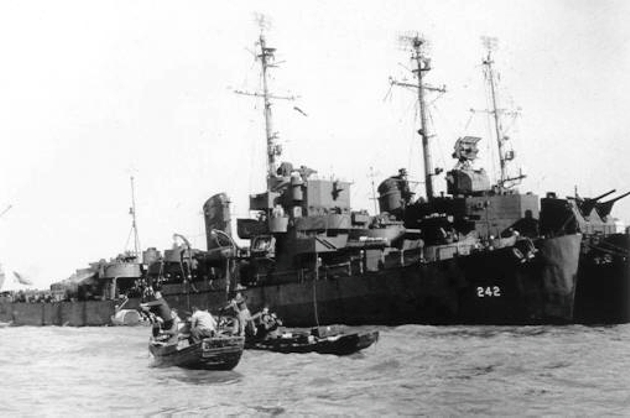
یواس‌اس تامیچ (دی‌یی-۲۴۲)

یواس‌اس تامیچ (دی‌یی-۲۴۲) (به انگلیسی: USS Tomich (DE-242)) یک کشتی بود که طول آن ۳۰۶ فوت (۹۳ متر) بود. این کشتی در سال ۱۹۴۲ ساخته شد.